# Le Plessier-sur-Bulles
Le Plessier-sur-Bulles és un municipi francès, situat al departament de l'Oise i a la regió dels Alts de França. L'any 2007 tenia 156 habitants.

## Demografia

### Població
El 2007 la població de fet de Le Plessier-sur-Bulles era de 156 persones. Hi havia 60 famílies de les quals 16 eren unipersonals (4 homes vivint sols i 12 dones vivint soles), 20 parelles sense fills, 20 parelles amb fills i 4 famílies monoparentals amb fills.
La població ha evolucionat segons el següent gràfic:
Habitants censats

### Habitatges
El 2007 hi havia 64 habitatges, 60 eren l'habitatge principal de la família, 2 eren segones residències i 2 estaven desocupats. Tots els 64 habitatges eren cases. Dels 60 habitatges principals, 54 estaven ocupats pels seus propietaris i 6 estaven llogats i ocupats pels llogaters; 6 tenien dues cambres, 17 en tenien tres, 16 en tenien quatre i 22 en tenien cinc o més. 55 habitatges disposaven pel capbaix d'una plaça de pàrquing. A 18 habitatges hi havia un automòbil i a 37 n'hi havia dos o més.

### Piràmide de població
La piràmide de població per edats i sexe el 2009 era:
| Homes | Edats   | Dones |
| ----- | ------- | ----- |
| 0     | 95 o +  | 0     |
| 0     | 90 a 94 | 0     |
| 0     | 85 a 89 | 0     |
| 0     | 80 a 84 | 0     |
| 0     | 75 a 79 | 4     |
| 0     | 70 a 74 | 4     |
| 8     | 65 a 69 | 4     |
| 4     | 60 a 64 | 8     |
| 0     | 55 a 59 | 0     |
| 0     | 50 a 54 | 0     |
| 4     | 45 a 49 | 0     |
| 4     | 40 a 44 | 0     |
| 8     | 35 a 39 | 16    |
| 12    | 30 a 34 | 0     |
| 4     | 25 a 29 | 12    |
| 0     | 20 a 24 | 0     |
| 0     | 15 a 19 | 0     |
| 4     | 10 a 14 | 8     |
| 16    | 5 a 9   | 0     |
| 0     | 0 a 4   | 0     |

## Economia
El 2007 la població en edat de treballar era de 112 persones, 88 eren actives i 24 eren inactives. De les 88 persones actives 80 estaven ocupades (45 homes i 35 dones) i 8 estaven aturades (6 homes i 2 dones). De les 24 persones inactives 10 estaven jubilades, 5 estaven estudiant i 9 estaven classificades com a «altres inactius».

### Ingressos
El 2009 a Le Plessier-sur-Bulles hi havia 61 unitats fiscals que integraven 163 persones, la mediana anual d'ingressos fiscals per persona era de 16.044 €.

### Activitats econòmiques
L'any 2000 a Le Plessier-sur-Bulles hi havia 5 explotacions agrícoles.

## Equipaments sanitaris i escolars
El 2009 hi havia una escola elemental integrada dins d'un grup escolar amb les comunes properes formant una escola dispersa.

## Poblacions més properes
El següent diagrama mostra les poblacions més properes.